# Pyote (Texas)
Pyote es un pueblo ubicado en el condado de Ward en el estado estadounidense de Texas. En el Censo de 2010 tenía una población de 114 habitantes y una densidad poblacional de 34,55 personas por km².

## Geografía
Pyote se encuentra ubicado en las coordenadas 31°32′17″N 103°7′21″O / 31.53806, -103.12250. Según la Oficina del Censo de los Estados Unidos, Pyote tiene una superficie total de 3.3 km², de la cual 3.3 km² corresponden a tierra firme y (0%) 0 km² es agua.

## Demografía
Según el censo de 2010, había 114 personas residiendo en Pyote. La densidad de población era de 34,55 hab./km². De los 114 habitantes, Pyote estaba compuesto por el 85.09% blancos, el 0.88% eran afroamericanos, el 6.14% eran amerindios, el 0% eran asiáticos, el 0% eran isleños del Pacífico, el 6.14% eran de otras razas y el 1.75% pertenecían a dos o más razas. Del total de la población el 28.07% eran hispanos o latinos de cualquier raza.

## Educación
El Distrito Escolar Independiente de Monahans-Wickett-Pyote getiona escuelas públicas.